# زنی با کلاه
زنی با کلاه (انگلیسی: Woman with a Hat) نقاشی از آنری ماتیس است.